# Cecilia Rosa De Jesús Talangpaz
Cecilia Rosa De Jesús Talangpaz (ur. 16 lipca 1693 w Calumpit, zm. 31 lipca 1731 w San Sebastián) – filipińska Służebnica Boża Kościoła katolickiego. 

## Życiorys
Razem ze swoją siostrą osiedliła się w pobliżu sanktuarium Matki Bożej z Góry Karmel w Manili. Jej życie pobożne zwróciło uwagę, sprawowała opiekę nad sanktuarium. Jest jedną z założycielek "Beaterio de San Sebastian de Calumpang". Cecylia zmarła w 1731 r., a rok później jej siostra Dionisia. 
Proces beatyfikacyjny sióstr Cecylii i Dionisii rozpoczął się 10 września 1999.